# Escòmbrids
Els escòmbrids (Scombridae) constitueixen una família de peixos osteïctis i pelàgics que pertanyen a l'ordre dels perciformes.

## Morfologia

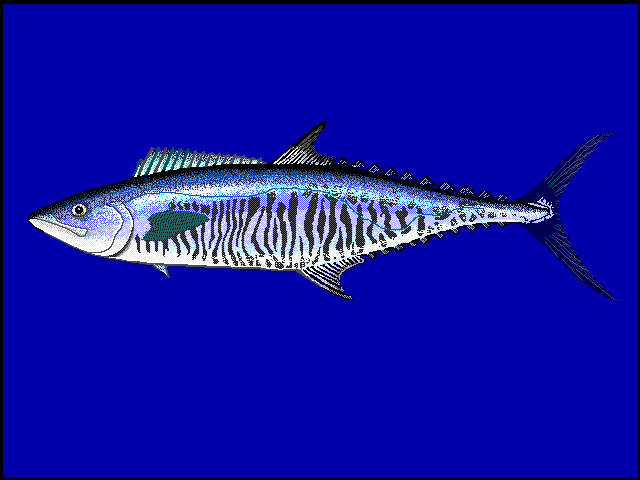
Scomberomorus commerson

- La longitud màxima correspon a la tonyina (Thunnus thynnus) amb 4,2 m.
- Cos allargat, fusiformes i comprimit amb les escates molt reduïdes.
- Nombre de vèrtebres: entre 31 i 66.
- Tenen dues aletes dorsals (la 1a curta i la 2a llarga) i a continuació hi ha les pínnules (espinetes aïllades), que també apareixen darrere de l'anal.
- Peduncle caudal molt estret i carenat als costats. També hi ha una quilla que estabilitza la natació.
- L'aleta caudal és semilunar i molt llarga.
- Les aletes ventrals comencen a la mateixa altura que les pectorals.
- Musell punxegut.
- Presenten la coloració típica dels peixos pelàgics: el dors fosc i el ventre clar.
- A moltes espècies, les femelles són més grosses que els mascles.[2][3][4][5][6]

## Reproducció

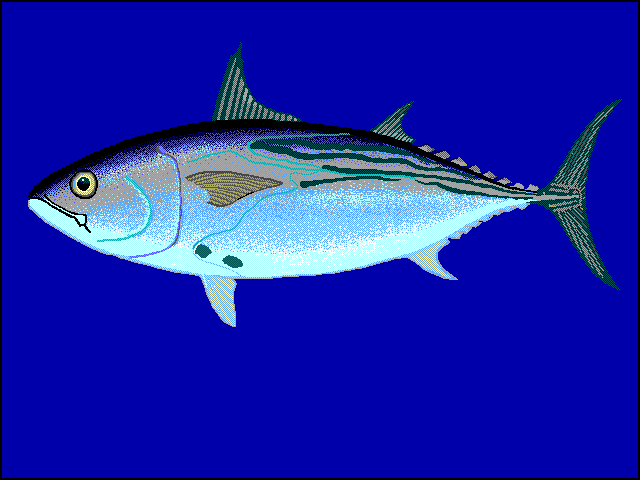
Euthynnus lineatus

Els ous són pelàgics i esdevenen larves planctòniques.

## Alimentació
Són depredadors molt actius que formen moles molt nombroses que es desplacen a molta velocitat a la recerca d'una àmplia gamma d'organismes: crancs, gambetes, calamars, crustacis, larves de peixos i invertebrats i peixos. La tonyina, en particular, s'alimenta d'una gran varietat de peixos d'aigües superficials i mitjanes però és el verat qui constitueix la seva principal font d'alimentació. A més, les tonyines migratòries són els peixos amb el metabolisme i el procés digestiu més ràpids. D'altra banda, algunes espècies més petites mengen zooplàncton a través de les seues brànquies.

## Hàbitat

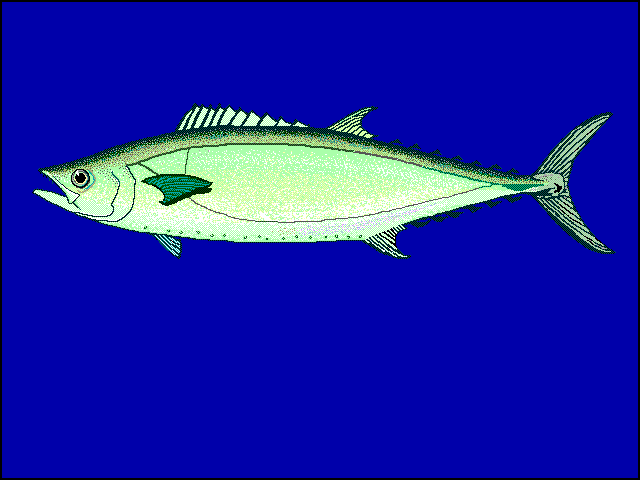
Grammatorcynus bicarinatus

Són peixos marins tot i que una espècie, Scomberomorus sinensis, és coneguda per pujar 300 km el riu Mekong amunt.

## Distribució geogràfica
Es troben repartits per les mars càlides i temperades de tot el planeta.

## Costums
Són peixos gregaris molt ràpids i actius que realitzen migracions.

## Depredació

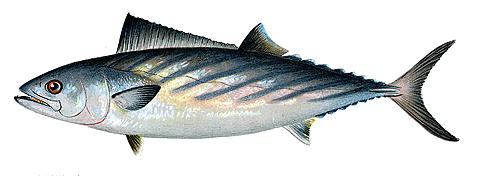
Bonítol (Sarda sarda)

Algunes de les espècies més petites, com ara Scomber japonicus, són una font d'aliment per a un gran nombre de depredadors: altres peixos, foques, marsopes i aus marines. Els verats són presa dels grans túnids, d'altres peixos de grans dimensions i de taurons. Les tonyines, fins i tot les més grans, constitueixen l'aliment de taurons blancs (Carcharodon carcharias), emperadors (Xiphias gladius) i algunes espècies de la família dels istiofòrids. Tot i així, el seu principal depredador, compartit per tots els escòmbrids, és l'ésser humà.

## Interès pesquer

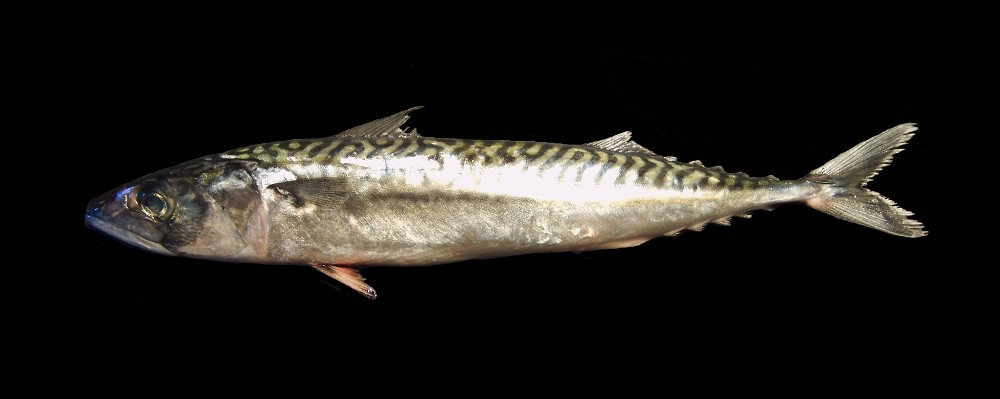
Verat (Scomber scombrus)

Algunes espècies tenen gran importància econòmica per a l'alimentació humana (com ara la tonyina, el verat, el bonítol i la bacoreta) i es calcula que les captures mundials de les espècies comercials d'escòmbrids oscil·len entre els cinc i els sis milions de tones anyals. D'altra banda, aquests peixos també són apreciats pels aficionats a la pesca esportiva.

## Conservació
Segons la Unió Internacional per a la Conservació de la Natura, Scomberomorus concolor i Thunnus maccoyii afronten un perill real d'extinció, mentre que la tonyina d'ulls grossos (Thunnus obesus) s'hi troba catalogada com a vulnerable, i la bàcora (Thunnus alalunga) i la tonyina (Thunnus thynnus) també es troben amenaçades però a un nivell menor.

## Curiositats

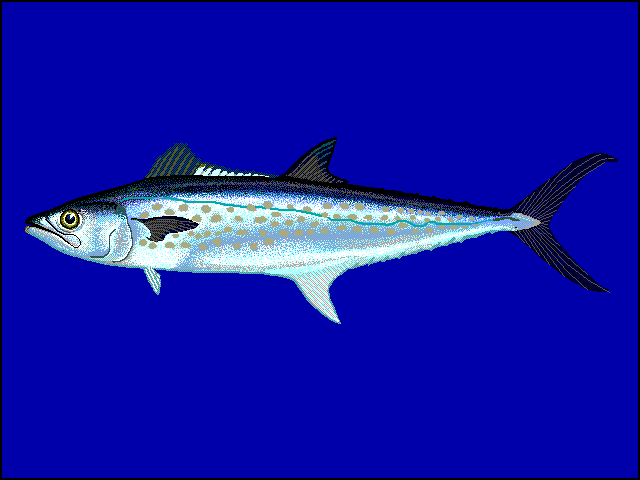
Scomberomorus brasiliensis

- L'escòmbrid més ràpid és Acanthocybium solandri, el qual pot arribar als 75 km per hora.[16]
- A diferència de la resta de peixos, alguns túnids poden tenir una temperatura interior més elevada que la de l'aigua que els envolta.[14]

## Taxonomia
- Subfamília Gasterochismatinae
  - Gènere Gasterochisma (Richardson, 1845)[17]
    - Gasterochisma melampus (Richardson, 1845)
- Subfamília Scombrinae
  - Gènere Acanthocybium (Gill, 1862)[18]
    - Acanthocybium solandri (Cuvier, 1832).

  - Gènere Allothunnus (Serventy, 1948)[19]
    - Allothunnus fallai (Serventy, 1948).

  - Gènere Auxis (Cuvier, 1829)[20]
    - Auxis rochei (Risso, 1810)[21]
      - Auxis rochei eudorax (Collette & Aadland, 1996)
      - Auxis rochei rochei (Rafinesque, 1810)

    - Auxis thazard (Lacepède, 1800)[22]

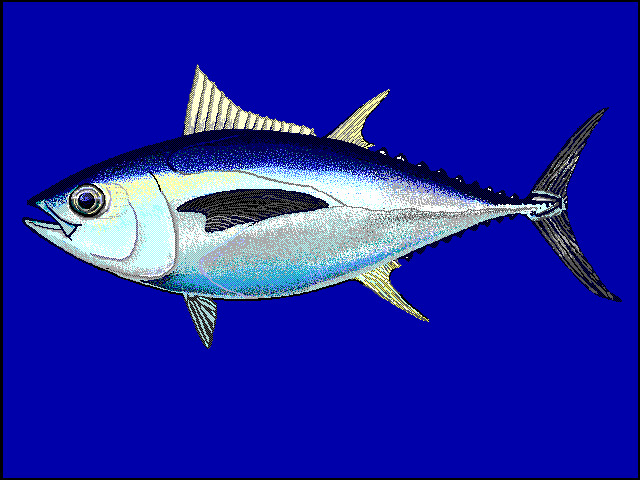
Tonyina d'ulls grossos (Thunnus obesus)

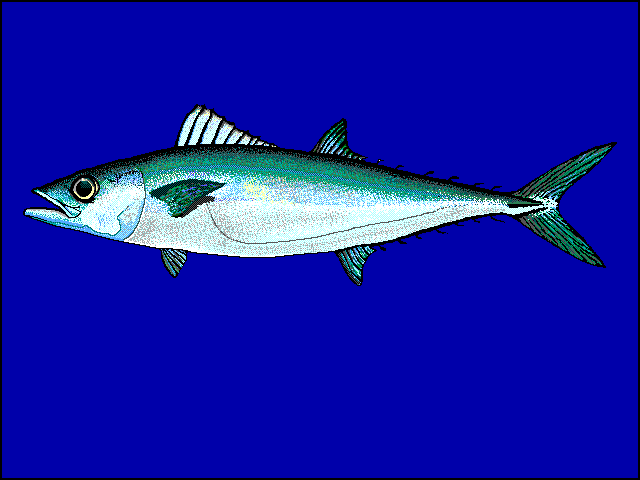
Grammatorcynus bilineatus

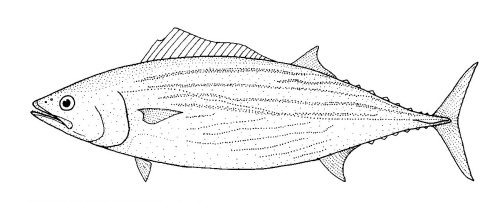
Sarda australis

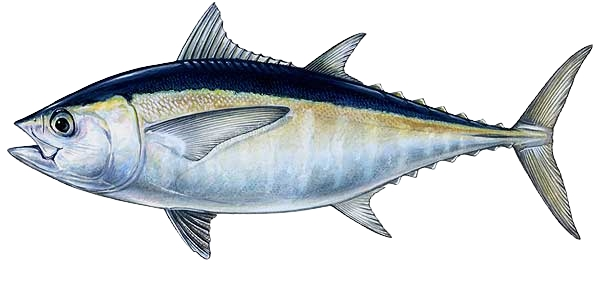
Tonyina d'aleta negra (Thunnus atlanticus)

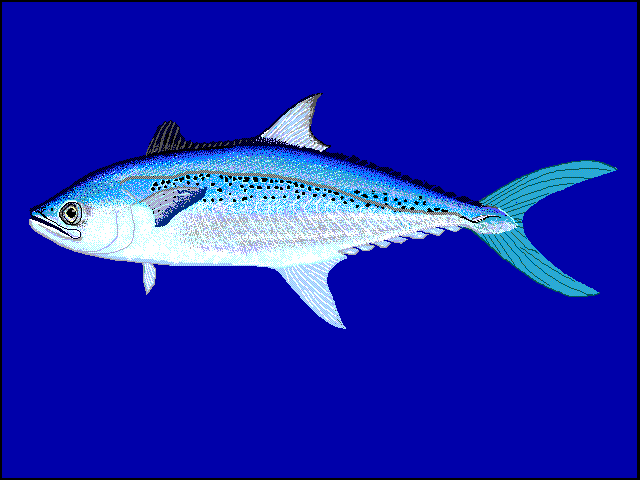
Scomberomorus koreanus

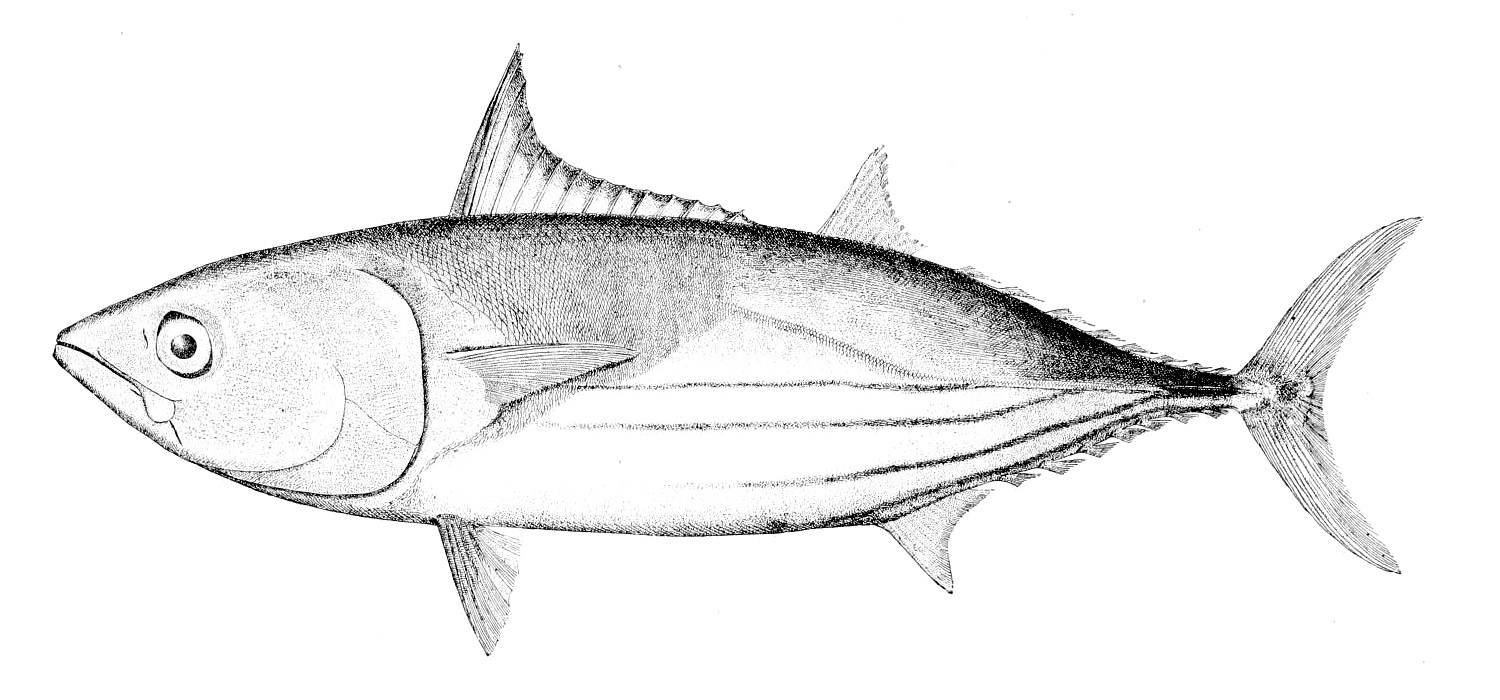
Bonítol de ventre ratllat (Katsuwonus pelamis)

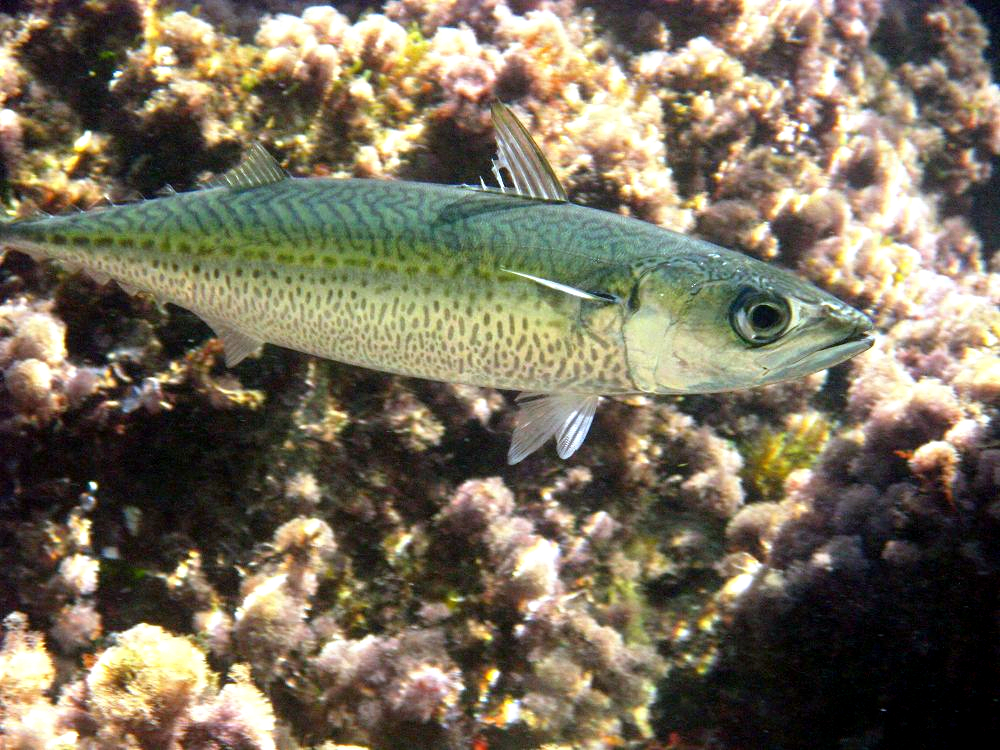
Verat d'ull gros (Scomber colias) fotografiat a Ligúria (Itàlia).

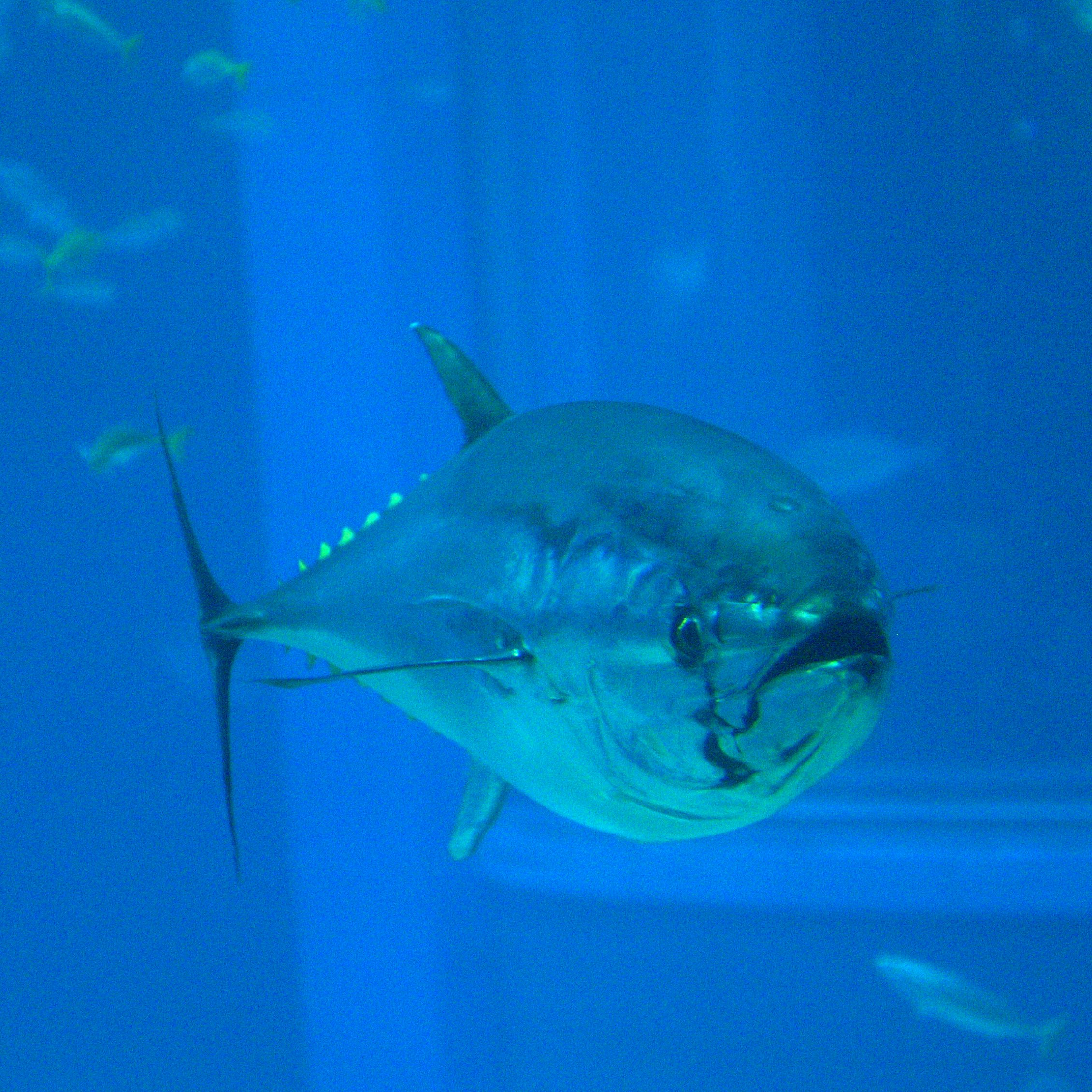
Tonyina (Thunnus thynnus)

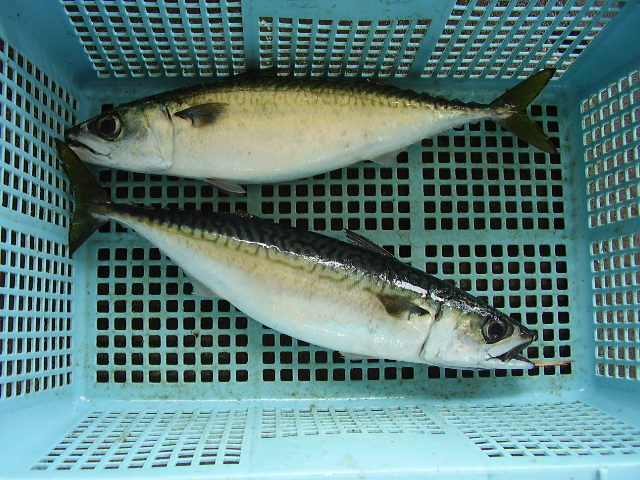
Bísol (Scomber japonicus)

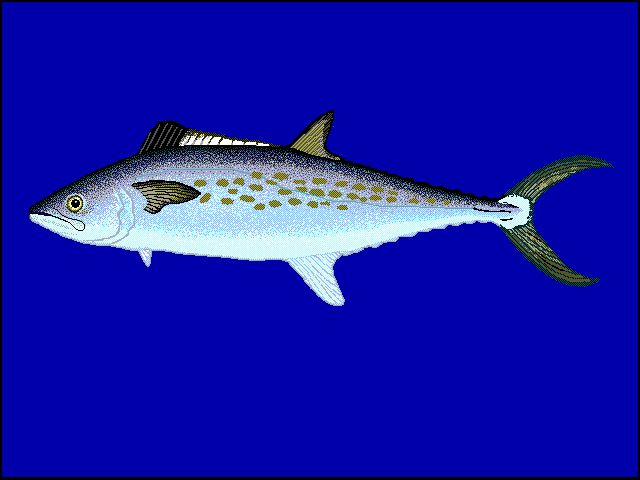
Scomberomorus sierra

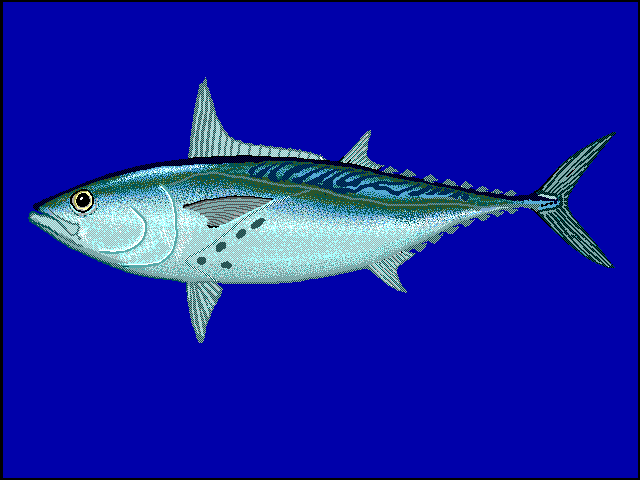
Bacoreta (Euthynnus alletteratus)

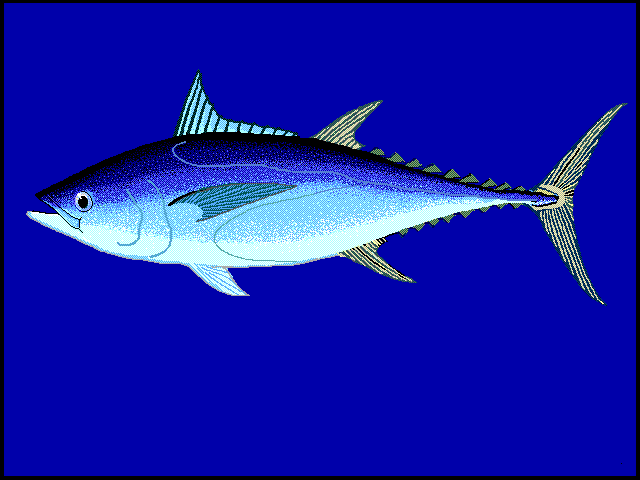
Thunnus tonggol

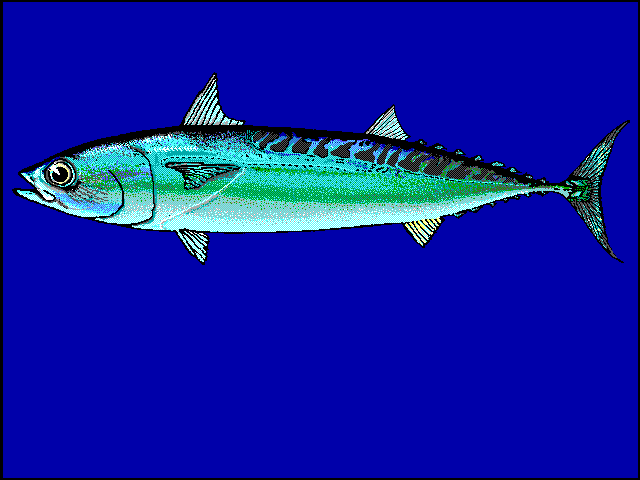
Auxis rochei rochei

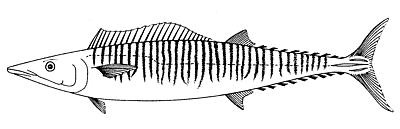
Acanthocybium solandri

      - Auxis thazard brachydorax (Collette & Aadland, 1996)
      - Auxis thazard thazard (Lacepède, 1800)

  - Gènere Cybiosarda (Whitley, 1935)[23]
    - Cybiosarda elegans (Whitley, 1935).

  - Gènere Euthynnus (Lütken, 1883)[24]
    - Euthynnus affinis (Cantor, 1849).
    - Euthynnus alletteratus (Rafinesque, 1810).[25]
    - Euthynnus lineatus (Kishinouye, 1920).

  - Gènere Grammatorcynus (Gill, 1862)[18]
    - Grammatorcynus bicarinatus (Quoy i Gaimard, 1825).
    - Grammatorcynus bilineatus (Rüppell, 1836).

  - Gènere Gymnosarda (Gill, 1862)[26]
    - Bonítol oriental (Gymnosarda unicolor) (Rüppell, 1836).

  - Gènere Katsuwonus (Kishinouye, 1915)[27]
    - Bonítol ratllat (Katsuwonus pelamis) (Linnaeus, 1758).[28]

  - Gènere Orcynopsis (Gill, 1862)[26]
    - Bonítol llis (Orcynopsis unicolor) (Geoffroy Saint-Hilaire, 1817).

  - Gènere Rastrelliger (Jordan & Starks, 1908)[29]
    - Rastrelliger brachysoma (Bleeker, 1851).
    - Rastrelliger faughni (Matsui, 1967).
    - Rastrelliger kanagurta (Cuvier, 1816).

  - Gènere Sarda (Cuvier, 1829)[30]
    - Sarda australis (Macleay, 1881).
    - Sarda chiliensis (Cuvier, 1832)[31]
      - Sarda chiliensis chiliensis (Cuvier, 1832).
      - Sarda chiliensis lineolata (Girard, 1858).

    - Sarda orientalis (Temminck i Schlegel, 1844).
    - Bonítol (Sarda sarda) (Bloch, 1793).[32]

  - Gènere Scomber (Linnaeus, 1758)[33]
    - Verat austral (Scomber australasicus) (Cuvier, 1832).
    - Bis (Scomber colias) (Gmelin, 1789).
    - Bis (Scomber japonicus) (Houttuyn, 1782).
    - Verat (Scomber scombrus) (Linnaeus, 1758).[28]

  - Gènere Scomberomorus (Lacepède, 1801)[34]
    - Scomberomorus brasiliensis (Collette, Russo & Zavala-Camin, 1978).
    - Scomberomorus cavalla (Cuvier, 1829).
    - Scomberomorus commerson (Lacépède, 1800).
    - Scomberomorus concolor (Lockington, 1879).
    - Scomberomorus guttatus (Bloch i Schneider, 1801).
    - Scomberomorus koreanus (Kishinouye, 1915).
    - Scomberomorus lineolatus (Cuvier, 1829).
    - Scomberomorus maculatus (Couch, 1832).
    - Scomberomorus multiradiatus (Munro, 1964).
    - Scomberomorus munroi (Collette & Russo, 1980).
    - Scomberomorus niphonius (Cuvier, 1832).
    - Scomberomorus plurilineatus (Fourmanoir, 1966).
    - Scomberomorus queenslandicus (Munro, 1943).
    - Scomberomorus regalis (Bloch, 1793).
    - Scomberomorus semifasciatus (Macleay, 1883).
    - Scomberomorus sierra (Jordan & Starks, 1895).
    - Scomberomorus sinensis (Lacépède, 1800).
    - Scomberomorus tritor (Cuvier, 1832).

  - Gènere Thunnus (South, 1845)[35]
    - Bacora (Thunnus alalunga) (Bonnaterre, 1788).
    - Tonyina d'aleta groga (Thunnus albacares) (Bonnaterre, 1788).
    - Tonyina d'aleta negra (Thunnus atlanticus) (Lesson, 1831).
    - Tonyina del sud (Thunnus maccoyii) (Castelnau, 1872).
    - Tonyina d'ulls grossos (Thunnus obesus) (Lowe, 1839).
    - Thunnus orientalis (Temminck i Schlegel, 1844).
    - Tonyina (Thunnus thynnus) (Linnaeus, 1758).
      - Tonyina blava (Thunnus thynnus thynnus)(Linnaeus, 1758)

    - Thunnus tonggol (Bleeker, 1851).[36][37][38]

## Bibliografia

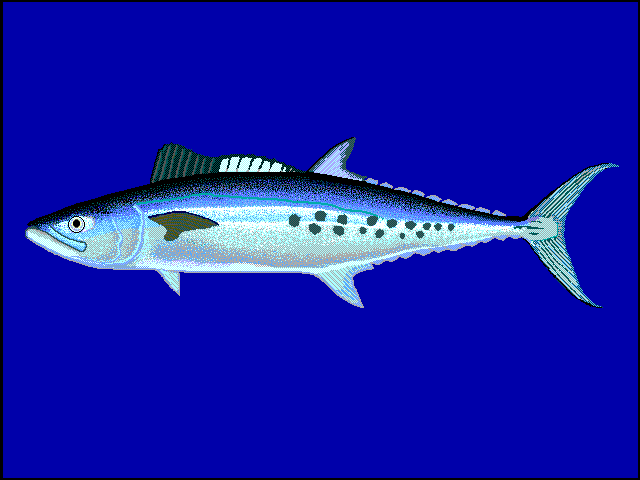
Scomberomorus queenslandicus

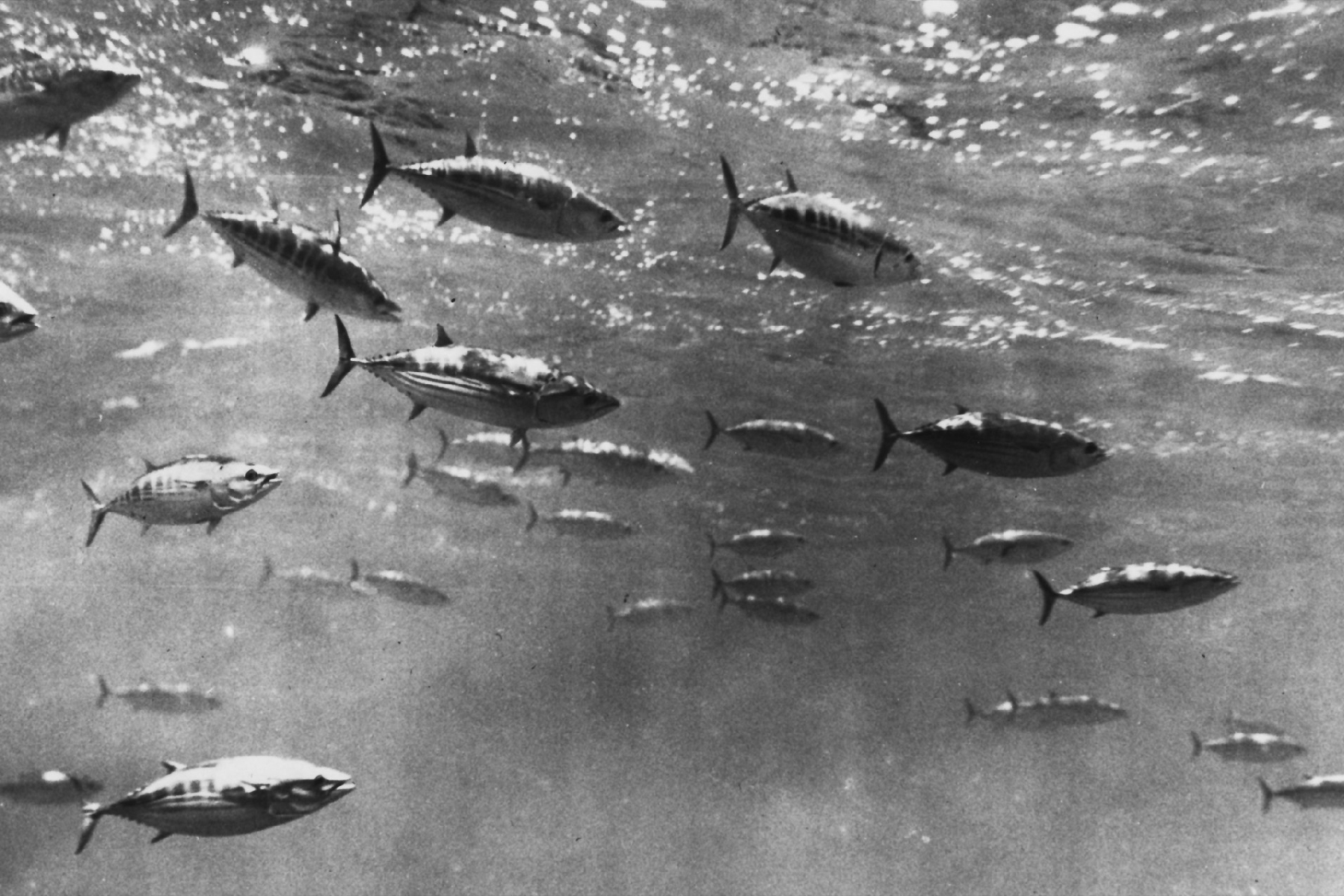
Mola de bonítols ratllats (Katsuwonus pelamis)

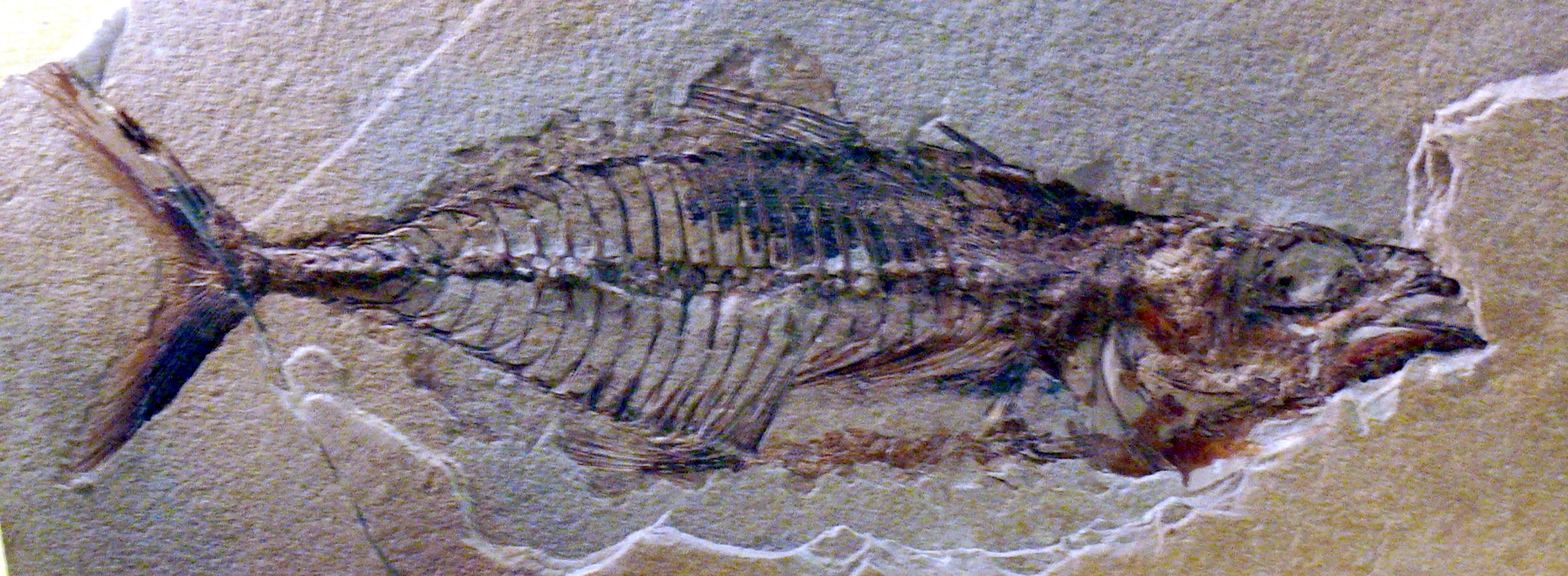
Fòssil de Thunnus latior de l'Eocè descobert a Monte Bolca, Itàlia.

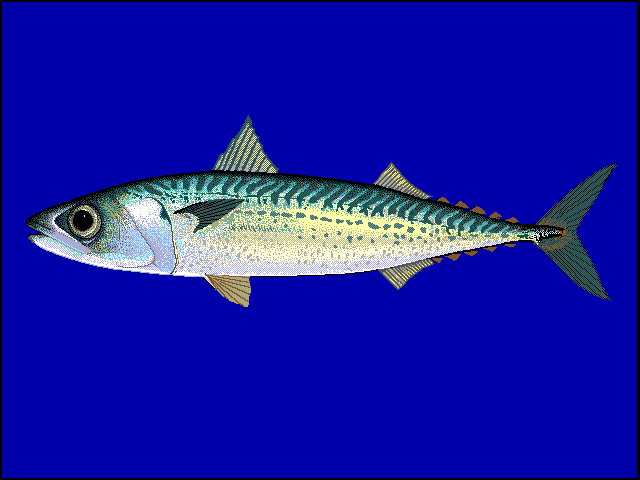
Verat austral (Scomber australasicus)